# Калмыков, Алексей Сергеевич
Алексей Сергеевич Калмыков (1921—1985) — генерал-майор Советской Армии, участник Великой Отечественной войны, Герой Советского Союза (1943).

## Биография
Алексей Калмыков родился 6 января 1921 года в селе Перво. В 1939 году он окончил Касимовское педагогическое училище. В 1939 году Калмыков был призван на службу в Рабоче-крестьянскую Красную Армию. В 1941 году он окончил Подольское артиллерийское училище. С июля того же года — на фронтах Великой Отечественной войны. К октябрю 1943 года капитан Алексей Калмыков командовал дивизионом 118-го артиллерийского полка 69-й стрелковой дивизии 65-й армии Центрального фронта. Отличился во время битвы за Днепр.
15 октября 1943 года Калмыков переправился через Днепр и при помощи сигнальных ракет управлял огнём своего дивизиона, благодаря чему через реку смогли переправиться стрелковые части, которые захватили плацдарм в районе посёлка Радуль Репкинского района Черниговской области Украинской ССР.
Указом Президиума Верховного Совета СССР от 24 декабря 1943 года за «образцовое выполнение боевых заданий командования на фронте борьбы с немецкими захватчиками и проявленные при этом мужество и героизм» капитан Алексей Калмыков был удостоен высокого звания Героя Советского Союза с вручением ордена Ленина и медали «Золотая Звезда» за номером 1671.
После окончания войны Калмыков продолжил службу в Советской Армии. В 1950 году он окончил Военную академию имени Дзержинского, в 1970 году — академические курсы при ней же. В 1976 году в звании генерал-майора Калмыков был уволен в запас. Проживал в Москве, работал помощником директора НПО «Оптика». Умер 10 марта 1985 года, похоронен на Востряковском кладбище Москвы.
Был также награждён орденами Красного Знамени и Отечественной войны 1-й степени, тремя орденами Красной Звезды, рядом медалей.